# Ricardo Barreto Franco
Ricardo Barreto Franco (Aracaju, 10 de março de 1972) é uma empresário e político brasileiro filiado ao Progressistas (PP).
Nas eleições de 2014, foi eleito primeiro suplente de Maria do Carmo Alves ao Senado Federal. Em novembro de 2015, assumiu a vaga de senador pelo estado de Sergipe, uma vez que Maria do Carmo foi anunciado como nova secretária da Família e Assistência Social de Aracaju. Exerceu o mandato até agosto de 2016, quando Maria do Carmo reassumiu o mandato, motivo de rompimento político com o empresário Ricardo Franco.
É filho do ex-governador e ex-senador de Sergipe, Albano Franco e de Leonor Barreto Franco, ex-Ministra de Estado do Bem-Estar Social no governo do presidente Itamar Franco (1993/1994).